# Даніель Шнейдерманн
Даніель Шнейдерманн (фр. Daniel Schneidermann; нар. 5 квітня 1958, Париж), французький журналіст.
Присвятив себе аналізу телевізійного. Веде передачі в щотижневих хроніках, які виходять в «Ле-Монд», а зараз у «Ліберасьйон», також на телебаченні в програмі «Стоп Кадр» (фр. Arrêt sur l'image). Телекомпанія «France 5» вирішила не показувати цю передачу з вересня 2007, а сам Д. Шнейдерманн був звільнений 30 червня 2007 за «серйозну помилку в роботі».

## Біографія
В дитинстві, Даніель Шнейдерманн був членом політичної організації студентів французького Об'єднання студентів-комуністів. По закінченню Школи Журналістики (Centre de formation des journalistes, CFJ) він почав працювати в ¨Ле-Монд" (1979), де отримав нагороду «Видатний журналіст» (1983). Там же він почав вести хроніки телебачення, спочатку тільки щотижневі (1992), критикуючи телевізійну манеру показу інформації і впливу на глядачів.
Успіх передач дозволив йому створити на каналі «France 5» передачу «Стоп-кадр» (1995), в якій він був одночасно і ведучим і продюсером. В перший рік разом з ним, як ведуча, в передачі з'являється журналістка Паскаль Клярк. Метою передачі «Стоп-кадр» був розгляд візуального ряду телепрограм, а потім, спільний з групою журналістів, аналіз їх успіху в ЗМІ. «France 5» ставив свободу погляду на перший план. Але, за заявою цифрового телебачення, навіть з публікою в 1,5 мільйони телеглядачів, канал вирішив спинити показ передачі.
Ця передача, що дуже рідко зустрічається на французькому телебаченні, робила спроби самокритики за допомогою Інтернету. Щомісяця особливий «уповноважений», який слідкує за форумами «Стоп-кадру» приходив до Д. Шнейдерманна з питаннями відносно тої критики, яка прозвучала на форумах від телеглядачів.
З 2002, Даніель Шнейдерманн має дуже важкі відносини з каналом «ТФ1, телеканал, Франція». В результаті, в передачі виступив журналіст «ТФ1» Алан Шайу, який розповів про скорочення багатьох іноземних бюро каналу й про слабку зацікавленсть «ТФ1» міжнародними подіями.
Остання суперечка з «France 5» відбулася в вересні 2003, коли Д. Шнейдерманн примусив канал показати, замість його передачі, документальний фільм про вплив ЗМІ в справі Алегр (фр. affaire Alègre).
Шнейдерманн продовжував публікувати свої хроніки в «Ле-Монд», звідки після видання книги «Кошмар ЗМІ» був звільнений (жовтень 2003). В книзі Д. Шнейдерманн шкодує про те, що «Ле-Монд», порівняний ним із «сицилійським кланом», не відповідає на критику, адресовану керівництву каналу а книзі «Сховане обличчя Ле-Монд». В своїй останній хроніці Даніель Шнейдерманн виказую своє розчарування і подив, що його звільнили з газети, яка висвічує себе як приклад прозорості.
Після звільнення, він починає вести хроніку ЗМІ в газеті «Ліберасьйон» під керівництвом Сержа Жулі, з якого він насміхався в 1989 в книзі «Де камери?», критикуючи С. Жулі за його «відмову думати».
У 2005 він, разам з Давідом Абікер і Жудіт Бернар, створює мережевий щоденник «Big Bang Blog», де виказує свої думки, яким нямає місця на телебаченні або в хроніках, а також відповідає на критику в свою адресу.
У січні 2006 видав книгу «Мови батьків» під іменем Девід Серж.

## Полеміка
Даніель Шнейдерманн, критикуючи ЗМІ, сам не раз бував об'єктом критики, як персонально, так і за свою програму «Стоп-кадр».

### П'єр Бурд'є
Полеміка з соціологом П'єр Бурд'є, виникла після його запрошення з Жан-Марі Кавада та Гієм Дюран в програму «Стоп-Кадр» (20 січня 1996). П'єр Бурд'є казав, що в програмі йому не дали можливості висловити і підтримати його ідею про те, що «не можна критикувати телебачення на телебаченні».

### Звільнення з «Ле-Монд»
У момент сварки через книгу «Сховане обличчя Ле-Монд» (П'єр Пеан, Філіп Коген), Даніель Шнейдерманн критикував керівництво «Ле-Монд» в своїй книзі, за те, що воно не відповідає на аргументовану критику. Керівництво Ле-Монд звільнили Даніеля Шнейдерманна з жовтня 2003 за «справжньою й серйозною основою»: на думку керівництва, книга Даніеля Шнейдерманна була «шкідливою для підприємства, в якому він працював». Справа дійшла до суду, і в травні 2005 виграв Шнейдерманн, але «Ле-Монд» падав апеляцію.
В іншому випадку, Даніель Шнейдерманн сам звільнив журналіста і адміністратора форумів (2003) за поведінку, яка суперечила принципам програми. Це звільнення було висунуто на розгляд суду і спростована за відсутності «справжніх і серйозних підстав» (травень 2005).

### Звинувачення в плагіаті
В 2000 Даніель Шнейдерманн видав книгу «Шаленства Інтернету», в якій узагальнює деякі статті, опубліковані в «Ле-Монд» літом 2000. Після виходу книги він був звинувачений в плагіаті авторами багатьох інтернет сторінок, якими користався, не надавши посилань. У відповідь Шнейдерманн пояснював, що просто не мав можливості зробити таку кількість посилань.